# Zethes natteyi
Zethes natteyi là một loài bướm đêm trong họ Erebidae.